# Бетсвил (Охајо)
Бетсвил (енгл. Bettsville) град је у америчкој савезној држави Охајо.

## Демографија
По попису из 2010. године број становника је 661, што је 123 (-15,7%) становника мање него 2000. године.
| Група             | 2000.       | 2010.       |
| Белци             | 728 (92,9%) | 595 (90,0%) |
| Афроамериканци    | 1 (0,1%)    | 0 (0,0%)    |
| Азијати           | 4 (0,5%)    | 8 (1,2%)    |
| Хиспаноамериканци | 45 (5,7%)   | 55 (8,3%)   |
| Укупно            | 784         | 661         |